# Oxystigma
Oxystigma es un género de plantas fanerógamas de la familia Fabaceae. Es originario de África.

## Especies
A continuación se brinda un listado de las especies del género Oxystigma aceptadas hasta mayo de 2011, ordenadas alfabéticamente. Para cada una se indica el nombre binomial seguido del autor, abreviado según las convenciones y usos.
- Oxystigma buchholzii Harms
- Oxystigma gilbertii J.Leonard
- Oxystigma mannii (Baill.) Harms
- Oxystigma msoo Harms
- Oxystigma oxyphyllum (Harms) J.Leonard